# Заречный (Новокузнецкий район)
Заречный — посёлок в Новокузнецком районе Кемеровской области. Входит в состав Сосновского сельского поселения.

## География
Центральная часть населённого пункта расположена на высоте 210 метров над уровнем моря.

## Население
По данным Всероссийской переписи населения 2010 года, в посёлке Заречный проживает 351 человек (165 мужчин, 186 женщин).

## Экономика
Предприятия «Калтанское» и «Заречное».